# Hyptia brasiliensis
Hyptia brasiliensis är en stekelart som beskrevs av Gyöö Viktor Szépligeti 1903. Hyptia brasiliensis ingår i släktet Hyptia och familjen hungersteklar. Inga underarter finns listade i Catalogue of Life.